# Hertz Jospa
Hertz Jospa (n. 1904, Rezina-Târg, gubernia Basarabia, Imperiul Rus – d. 1966, région métropolitaine de Bruxelles, Valonia, Belgia) a fost un evreu basarabean, activist și militant comunist belgian, cofondator și organizator al Comitetului belgian pentru apărarea Evreilor (Comité de défense des Juifs) în septembrie 1942, împreună cu soția sa Yvonne Jospa, care a salvat c. 3.000 de evrei de la deportare și moarte. 

## Biografie
S-a născut în târgul Rezina din ținutul Orhei, gubernia Basarabia (Imperiul Rus). În 1921, tatăl său l-a trimis în Belgia pentru a studia la Universitatea din Liège. A absolvit-o în 1926 cu specialitatea de inginer minier. În octombrie 1933, se căsătorește cu Yvonne (născută Hava Groisman), de asemenea, originară din Basarabia, care tocmai își terminase studiile la Liège. În ziua nunții lor, ei se alătură Partidului Comunist Belgian. În 1940, a fost mobilizat în Franța; s-a întors în Belgia în septembrie. Atunci s-a alăturat Frontului Independenței (Front de l'indépendance) care a sprijinit crearea Comitetul pentru Apărarea Evreilor ( Comité de défense des Juifs) la sfârșitul anului 1941. Acest comitet va ajuta mii de evrei să intre în clandestinitate. În aprilie 1943 susține atacul asupra unui tren de deportare împreună cu Youra Livchitz și Richard Altenhoff. La 21 iunie 1943, a fost arestat de Gestapo care l-a întemnițat în Fortul Breendonk. În martie 1944, a fost deportat la Buchenwald. A fost eliberat de aliați în mai 1945 și va reveni la Bruxelles tot atunci. După război, a activat în organizație „Solidaritatea evreiască” (Solidarité juive). Din 1954 până în 1963, a ocupat un post în comisia de control politic a Partidului Comunist Belgian.
În 1964, a cofondat Uniunea foștilor membri rezistenți evrei din Belgia (Union des Anciens Résistants Juifs de Belgique), a cărui președinte a fost până la moarte. A fost, de asemenea, unul dintre fondatorii aripii belgiene a Mișcării împotriva rasismului și pentru prietenia dintre popoare, fondată la Paris în 1949. Mișcarea va fi redenumită în 1966 în Mișcarea împotriva rasismului, antisemitismului și xenofobiei (Mouvement contre le racisme, l'antisémitisme et la xénophobie; MRAX).
A decedat în 1966 în Bruxelles.